# مانکیش، عراق
مانکیش (به عربی: مانکیش) یک منطقهٔ مسکونی در عراق است که در کردستان واقع شده‌است. مانکیش ۳٬۰۰۰ نفر جمعیت دارد.